# Amstel Gold Race 2004
La 39e édition de l'Amstel Gold Race a eu lieu le 18 avril 2004 et a été remportée par l'Italien Davide Rebellin.
La course disputée sur un parcours de 251,1 kilomètres est l'une des manches de la Coupe du monde de cyclisme sur route 2004.

## Classement final
| Pos. | Coureur           | Pays      | Équipe            | Temps           |
| ---- | ----------------- | --------- | ----------------- | --------------- |
| 1    | Davide Rebellin   | Italie    | Team Gerolsteiner | 6 h 23 min 44 s |
| 2    | Michael Boogerd   | Pays-Bas  | Rabobank          | 1 s             |
| 3    | Paolo Bettini     | Italie    | Quick Step        | 18 s            |
| 4    | Danilo Di Luca    | Italie    | Saeco             | 18 s            |
| 5    | Peter Van Petegem | Belgique  | Lotto-Domo        | 18 s            |
| 6    | Matthias Kessler  | Allemagne | T-Mobile          | 26 s            |
| 7    | Erik Dekker       | Pays-Bas  | Rabobank          | 41 s            |
| 8    | Sergueï Ivanov    | Russie    | T-Mobile          | 52 s            |
| 9    | Mirko Celestino   | Italie    | Saeco             | 53 s            |
| 10   | Giampaolo Caruso  | Italie    | Liberty Seguros   | 55 s            |